# Inertodetrynit
Inertodetrynit – macerał z grupy inertynitu. W węglach brunatnych i w węglach kamiennych tworzy drobne pokruszone fragmenty różnych macerałów grupy inertynitu, białe w świetle odbitym. Ziarna o wielkości do 10 μm są nieregularne, o różnej barwie od szarej do żółtawo-białej, zmienna refleksyjność, zmienna fluorescencja poszczególnych ziaren. Mogą występować pojedynczo lub w różnych skupieniach, upodabniając się do mozaiki.